# Spiraea salicifolia
Espèce
Classification phylogénétique
La Spirée  à feuilles de saule (Spiraea salicifolia) est une espèce de plantes à fleurs de la familles des Rosaceae.

## Description
Cette plante vivace, arbustive, haute, présente des inflorescences roses et allongées.
Elle est aussi nommée Spirée cotonneuse au Québec.

## Habitat
Elle a été introduite en Europe et s'est naturalisée, en France notamment.

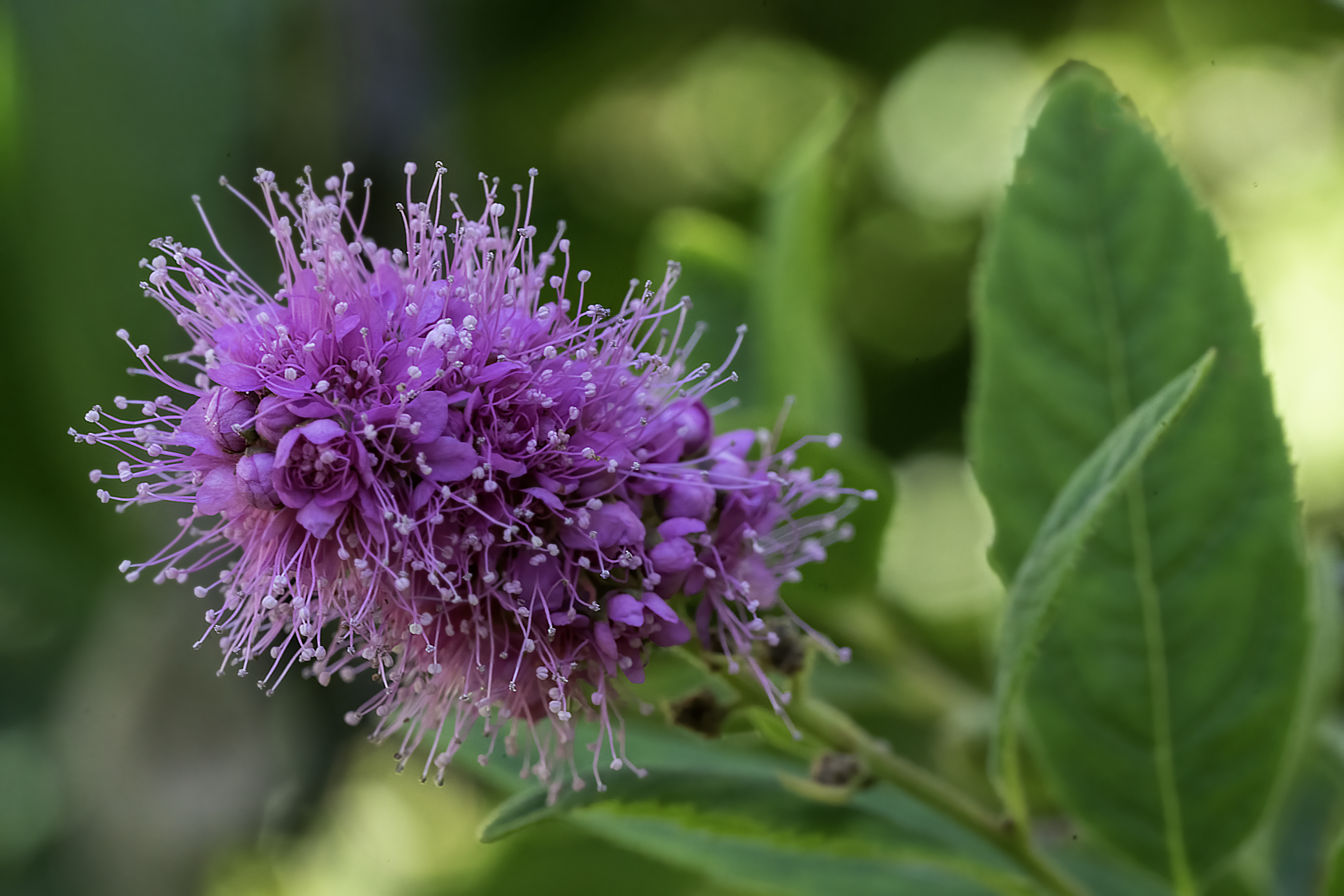
Spirée à feuille de saule dans les Hauts-de-France.

Cette spirée affectionne les lieux frais et tout particulièrement les fossés.